# Emil Buchar
Emil Buchar (* 4. August 1901 in Lázně Bělohrad, Königreich Böhmen/Österreich-Ungarn; † 20. September 1979 in Příbram, Tschechoslowakei) war ein tschechoslowakischer Astronom, Geodät und Entdecker eines Asteroiden.
Nach seinem Astronomiestudium an der Karls-Universität in Prag promovierte er 1927 in Naturwissenschaften.
Er entwickelte das nationale geodätische Netzwerk und leistete Pionierarbeit in der Satellitengeodäsie, was zur Entwicklung von Sputnik 1 und Sputnik 2 beitrug. Aus der Variation des Apogäumwerts der Satellitenbahnen folgerte er die Zerstörung an den Erdpolen.
Nach ihm ist der Asteroid (3141) Buchar benannt.

## Entdeckte Asteroiden
| Asteroid     | Asteroidentyp            | Entdeckungsdatum  | Provisorische Bezeichnung(en) |
| ------------ | ------------------------ | ----------------- | ----------------------------- |
| (1055) Tynka | Innerer Asteroidengürtel | 17. November 1925 | 1925 WG; A902 TB              |